# سال‌های فرار
سال‌های فرار دومین رمان نویسنده بریتانیایی سانجیف ساهوتا است که در ژوئن سال ۲۰۱۵ منتشر شد، این کتاب در فهرست جایزه منو بوکر 2015 بود و در سال ۲۰۱۷ (برای انگلیس) به آن جایزه اتحادیه اروپا برای ادبیات اهدا شد.
این رمان به تجربیات کارگرانی مهاجر در انگلیس می‌پردازد.